# Rotschwarze Lanzenotter
Die Rotschwarze Lanzenotter (Bothrops erythromelas), auch als Caatinga-Lanzenotter bezeichnet, ist eine Vipernart aus der Unterfamilie der Grubenottern und zählt zur Gattung der Amerikanischen Lanzenottern (Bothrops).

## Merkmale
Die Rotschwarze Lanzenotter erreicht eine Gesamtlänge von selten mehr als 40 bis 50 cm (max. 85 cm). Der Kopf ist kantig, länglich, bei Aufsicht dreieckig geformt und deutlich vom Hals abgesetzt. Das Auge besitzt eine bei Lichteinfall vertikal geschlitzte Pupille. Es zeichnen sich kopfoberseits dunkle, eckige Flecken, ein Schläfenband sowie eine U-förmige Zeichnung zwischen Kopf und Nacken ab. Der Körper weist einen kräftigen Körperbau sowie eine dunkelgraue bis rotbraune Grundfärbung auf. Entlang der Rückenmitte zeigen sich dunkelbraune, hell gerandete, rechteckige Flecken sowie kleinere rotbraune Flecken dazwischen. Die Bauchseite ist hell und schwarz gepunktet. Der Giftapparat besteht aus seitlich des Schädels befindlichen Giftdrüsen (spezialisierte Speicheldrüsen) und im vorderen Oberkiefer befindlichen, beweglichen Fangzähnen (solenoglyphe Zahnstellung).

### Pholidose
Die Pholidose (Beschuppung) zeigt folgende Merkmale:
- 7 bis 8 Oberlippenschilde (Supralabialia),
- zwei Reihen kleine Schuppen zwischen Auge und Oberlippenschilden,
- 5 bis 6 Schuppen über den Kopf, zwischen den Oberaugenschilden,
- 19 bis 21 Reihen länglicher und gekielter Rumpfschuppen (Scuta dorsalia),
- 144 bis 158 Bauchschilde (Scuta ventralia),
- 32 bis 42 Unterschwanzschilde (Scuta subcaudalia) und
- 1 ungeteiltes Analschild (Scutum anale).

## Systematik
Unter anderem auf Basis molekularbiologischer Untersuchungen wurde von Fenwick et al. (2009) und Wallach et al. (2014) eine Aufspaltung der Gattung Bothrops vorgeschlagen. Dabei würde die Rotschwarze Lanzenotter unter der Bezeichnung Bothropoides erythromelas in die Gattung Bothropoides überführt. Es werden keine Unterarten der Rotschwarzen Lanzenotter geführt.

## Verbreitung

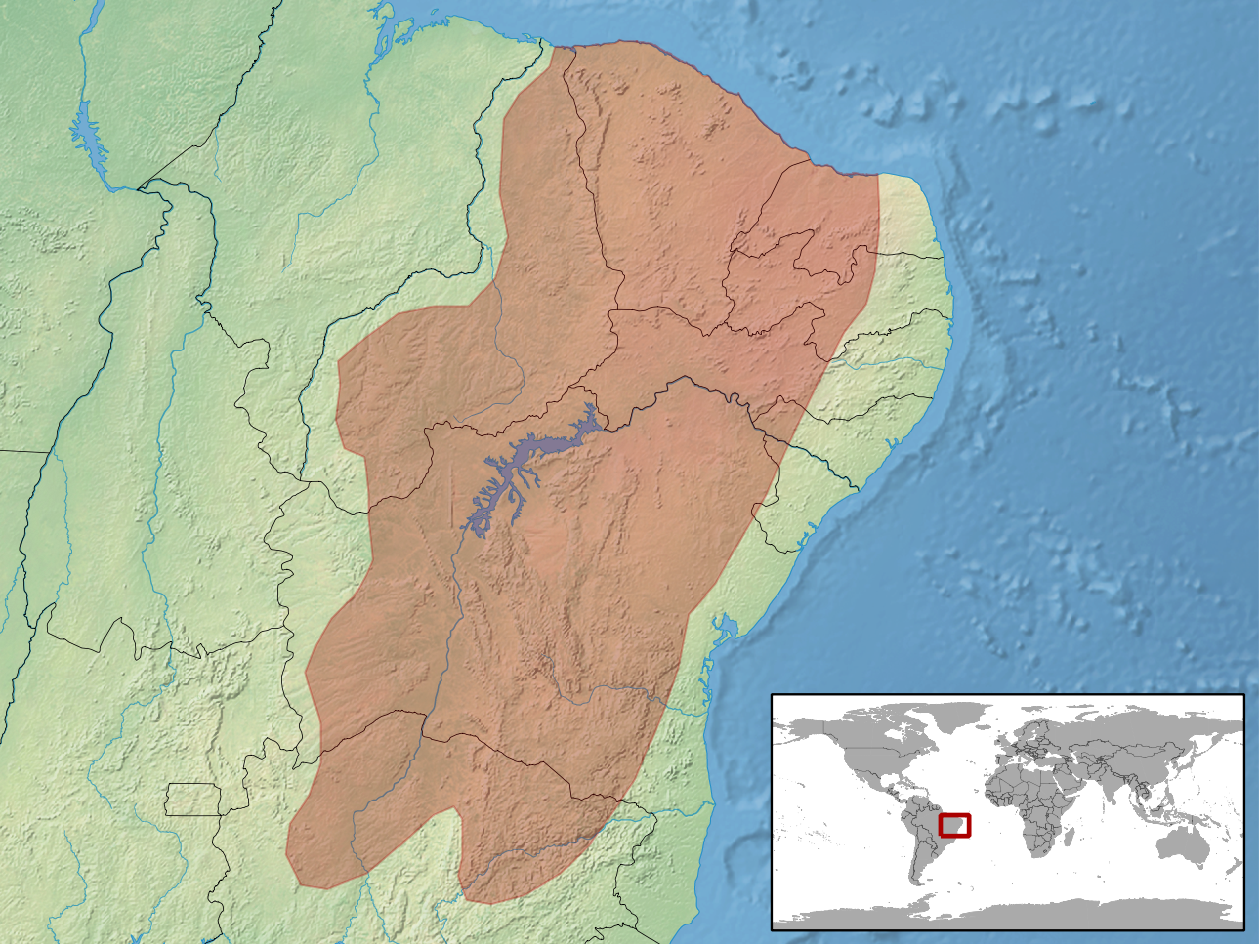
Verbreitungsgebiet der Rotschwarzen Lanzenotter

Das Verbreitungsgebiet umfasst innerhalb Brasiliens Areale in Alagoas, Bahia, Ceará, Maranhão, Minas Gerais, Paraíba,
Pernambuco, Piauí, Rio Grande do Norte und Sergipe. Die besiedelten Biotope zeichnen sich durch sandige oder felsige Gebiete mit trockenen Wäldern, Buschland, Sukkulenten und relativ offenen Landschaften aus. Insbesondere sind Lebensräume innerhalb der Caatinga zu nennen. Das Klima ist semiarid.

## Lebensweise
Die Rotschwarze Lanzenotter führt eine weitgehend bodenbewohnende, teils kletternde und nachtaktive Lebensweise. Als Verstecke können Holz, Wurzeln, Steine oder Pflanzen (z. B. terrestrische Bromelien) dienen. Bei Störung wird der Kopf häufig unter den Schlingen des Körpers der Schlange versteckt. Die Art gilt bei Provokation als äußerst aggressiv und setzt sich durch Giftbisse zur Wehr. Als Warnzeichen wird die Schwanzspitze vibrierend bewegt, so dass ein rasselndes Geräusch bei Kontakt mit Falllaub entsteht. Der Vorderkörper kann dabei nach vorn geworfen werden, so dass die Reichweite im Falle eines Bisses groß ist. Zum Beutespektrum zählen in erster Linie Nagetiere und Echsen. Die Fortpflanzung erfolgt durch Ovoviviparie, also ei-lebendgebärend.

## Schlangengift
Bei einem Giftbiss werden circa 40 mg Giftsekret abgegeben.

### Inhaltsstoffe
Das Toxingemisch der Rotschwarzen Lanzenotter enthält als pharmakologisch aktive Komponenten unter anderem Fibrinogenasen. Weiterhin sind möglicherweise Cytotoxine, Hämorrhagine (blutgefäßschädigende Metalloproteasen) und Myotoxine enthalten. Bradykinin-potentiating peptide 13a, ein Peptid, greift unter anderem in das Renin-Angiotensin-Aldosteron-System ein, indem es das Angiotensin-konvertierende Enzym blockiert. Folglich hat es in ausreichender Konzentration blutdrucksenkende Wirkung auf den menschlichen Organismus. Acidic phospholipase A2 BE-I-PLA2, ein Phospholipase A2-Enzym, wirkt als potenter Hemmstoff der Thrombozytenaggregation.

### Toxikologie
Es sind wenige klinische Berichte verfügbar. Als signifikante Symptome einer Intoxikation nach Giftbiss durch die Rotschwarze Lanzenotter sind lokale Schwellung, Blasenbildung, Nekrose, Koagulopathie und Blutungen nicht auszuschließen. Es stehen diverse Antivenine, etwa 'Polyvalent Antivenom' (Instituto Clodomiro Picado, Costa Rica) oder 'Soro antibotropico-laquetico' (Instituto Butantan, Brasilien), für eine Therapie zur Verfügung.
Nach Trutnau (1998) soll die Rotschwarze Lanzenotter zusammen mit der Insel-Lanzenotter (Bothrops insularis) eines der potentesten Gifte unter den Lanzenottern besitzen.

## Gefährdung
Die IUCN führt die Rotschwarze Lanzenotter als 'least concern' (nicht gefährdet). Dies wird durch ein großes Verbreitungsgebiet, große Populationen im Habitat und eine relativ hohe Toleranz bezüglich der Wahl des Habitats begründet.